# Église Saint-Pierre-et-Saint-Paul de Melgven
Pour les articles homonymes, voir Église Saint-Pierre-et-Saint-Paul.
L’église Saint-Pierre-et-Saint-Paul est un lieu de culte catholique situé dans la commune de Melgven, dans le département du Finistère, en Bretagne, dont la construction a débuté lors du XVIe siècle.

## Histoire
L'église de Melgven, Saint-Pierre-et-Saint-Paul, construite en granite, date du XVIe siècle. L’abside date du XVIe siècle et les vitraux dateraient aussi du XVIe siècle (vers 1520). Le chœur daterai de 1724-1727. Jusqu'au milieu du XIXe siècle, le clocher était positionné à la croisée du transept. 
Au milieu du XIXe siècle, fragilisé par le temps, le clocher menace de s'écrouler. L'église est alors profondément transformée à partir de 1844 par l’architecte diocésain de Quimper, Joseph Bigot. Il fait démonter le clocher avant de le transférer sur la façade occidentale en 1852. De 1851 à 1873, l'architecte fait aussi refaire les murs gouttereaux et la charpente.
L'église Saint-Pierre-et-Saint-Paul du bourg de Melgven perd son clocher dans la nuit du 15 au 16 octobre lors de la tempête de 1987. À la suite d'une mobilisation populaire appuyée par le maire d'alors, Jean-Yves Cochennec, et à l'action de quelques personnalités, un appel à une souscription nationale est lancé. Il permet de récolter les 6 millions de francs nécessaire à la reconstruction. Le clocher est reconstruit à l'identique et officiellement inauguré le 21 décembre 1990.

## Description
En forme de croix latine, l'Église est construite sur la base d'une nef de huit travées et un faux transept à l'aplomb des cinquième et sixième travées. Le trésor de l'église est composé d'un plateau en argent doré, de burettes, deux calices: le premier en argent, le second en argent doré.

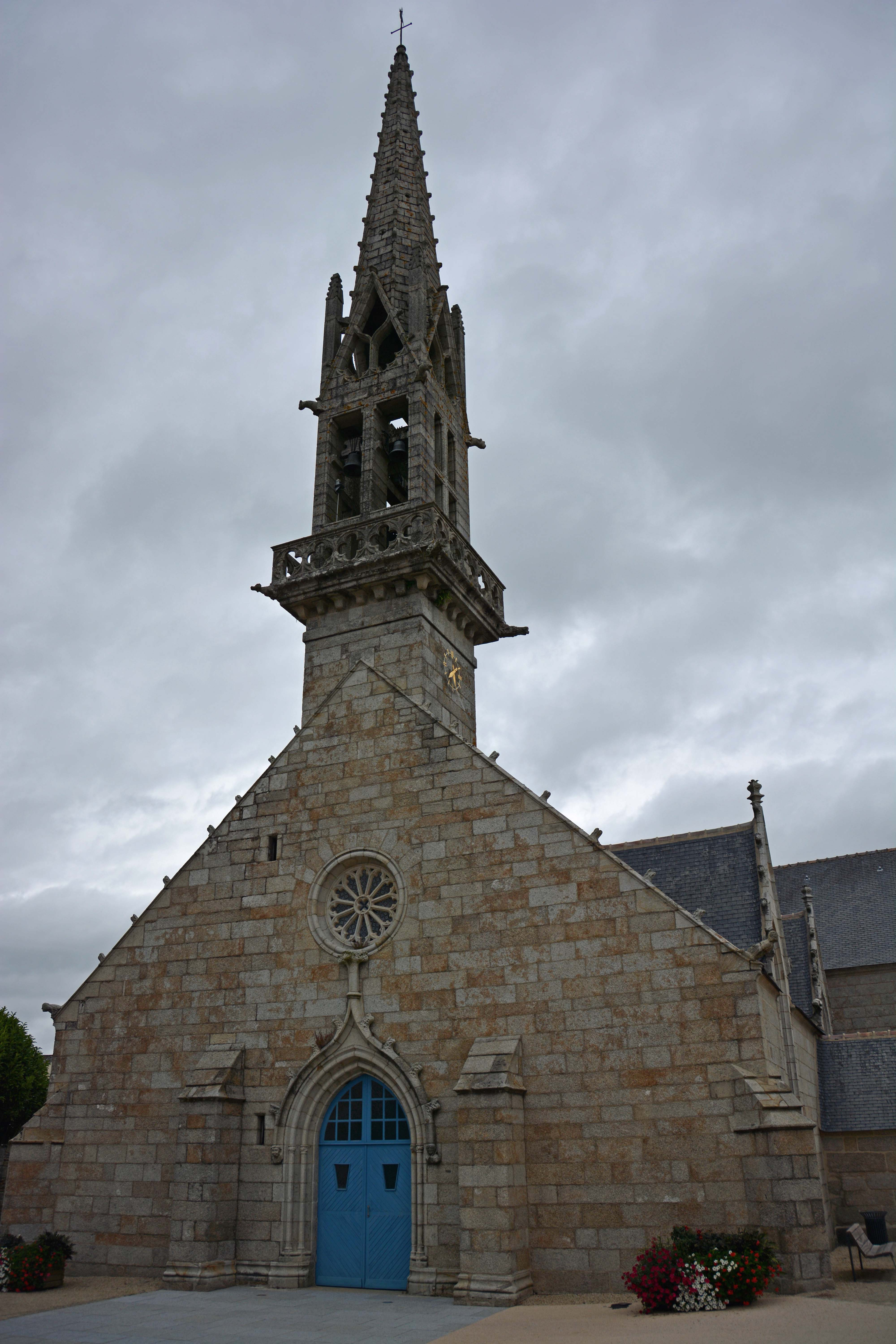
Façade occidentale
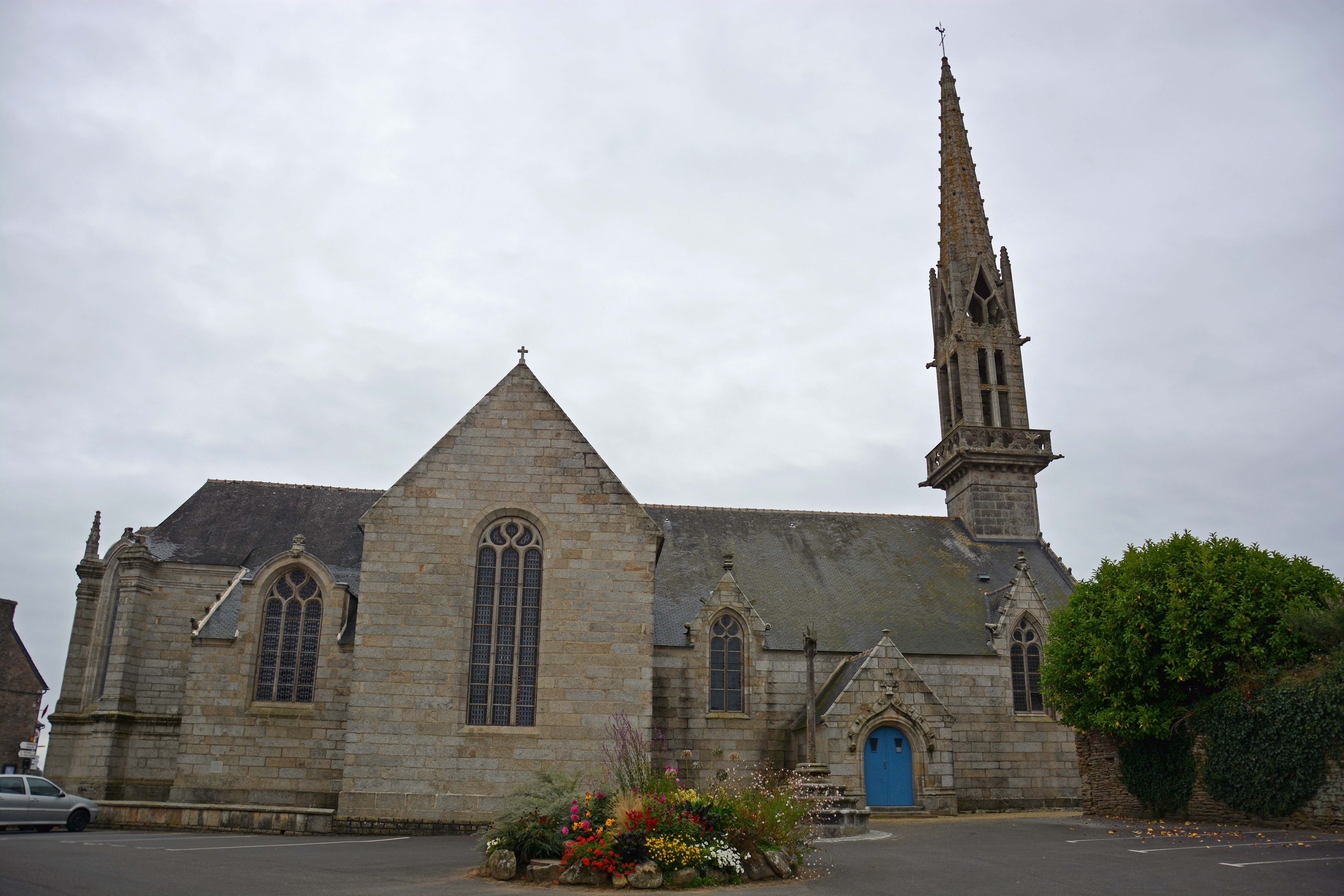
Façade nord
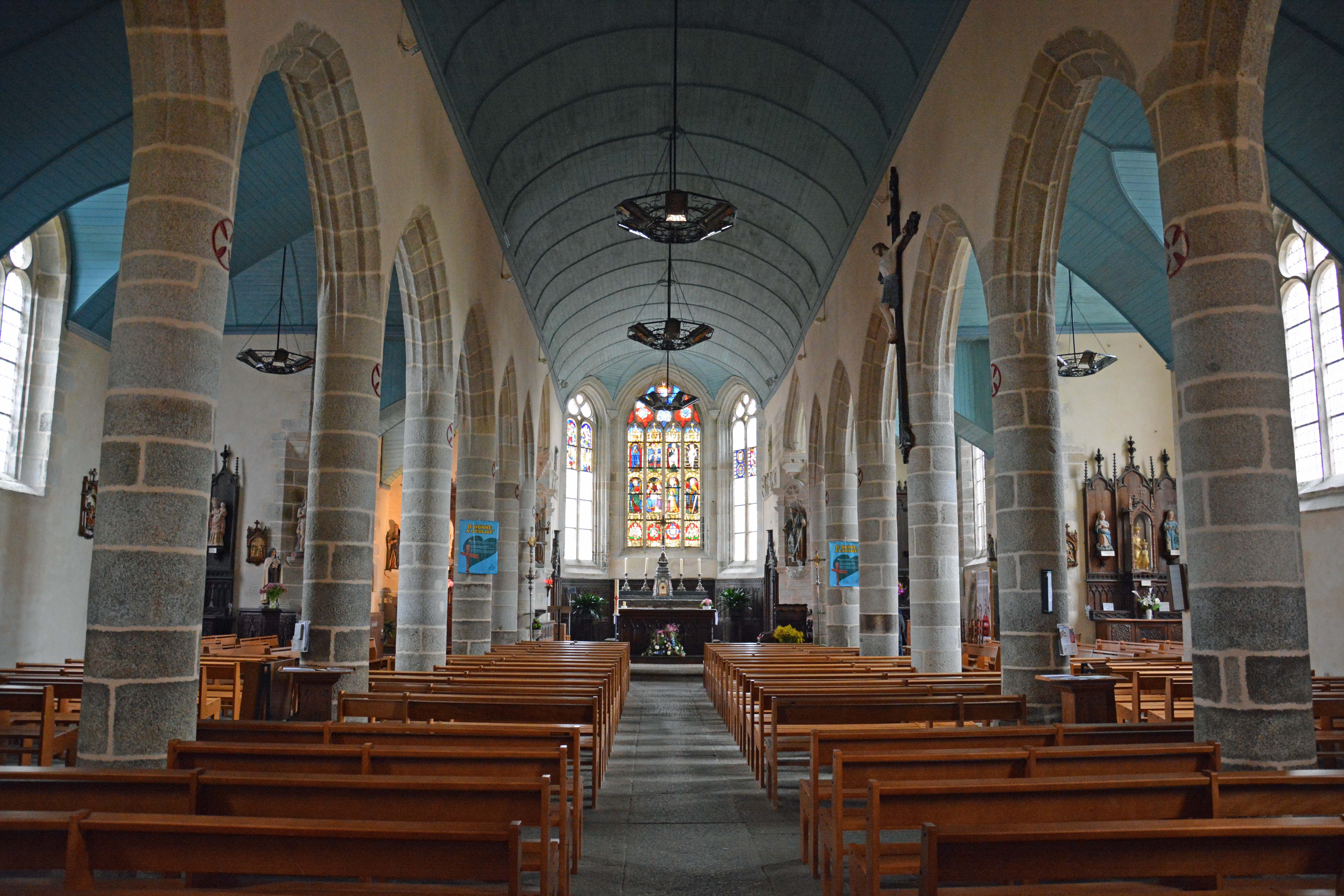
Intérieur
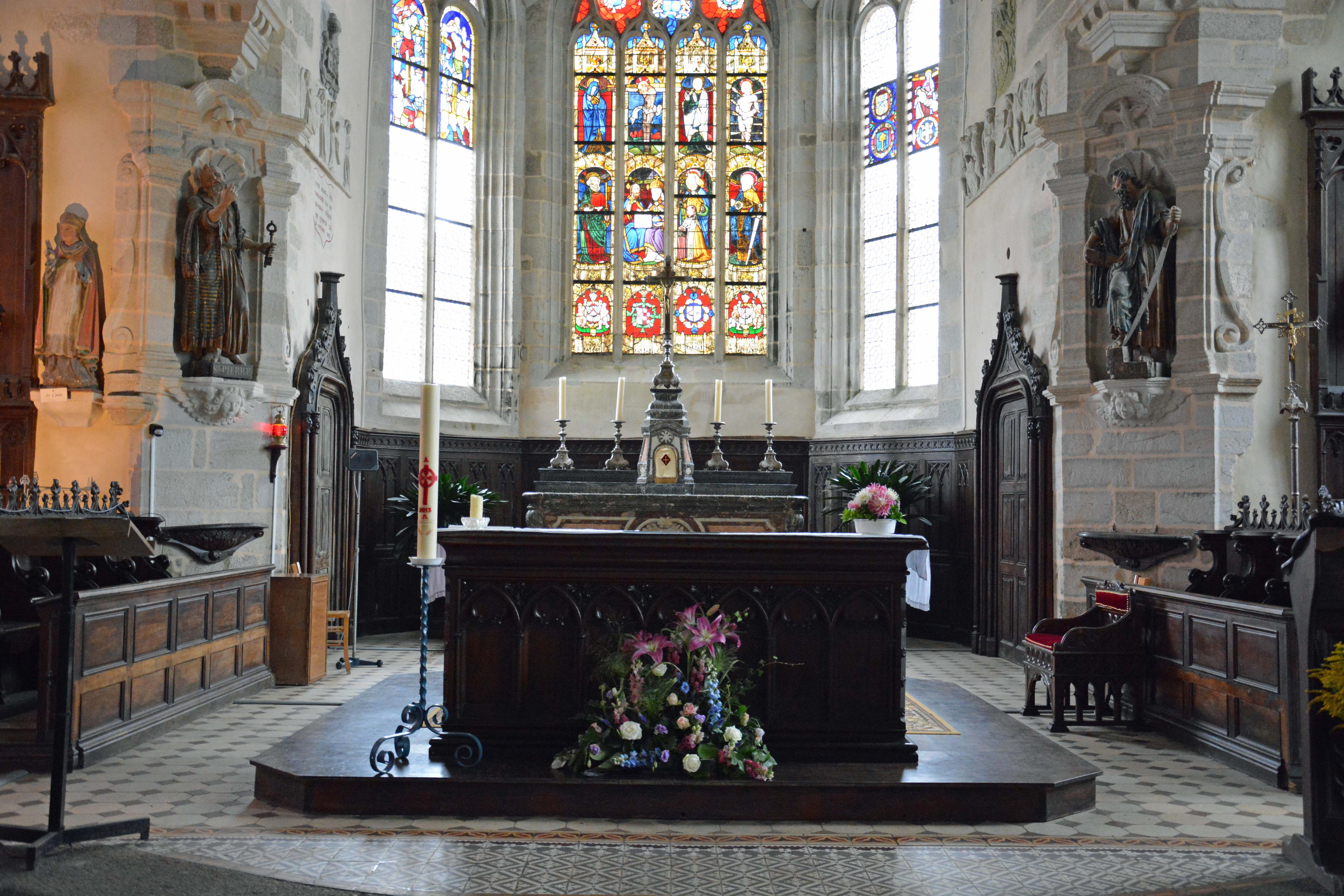
L'autel
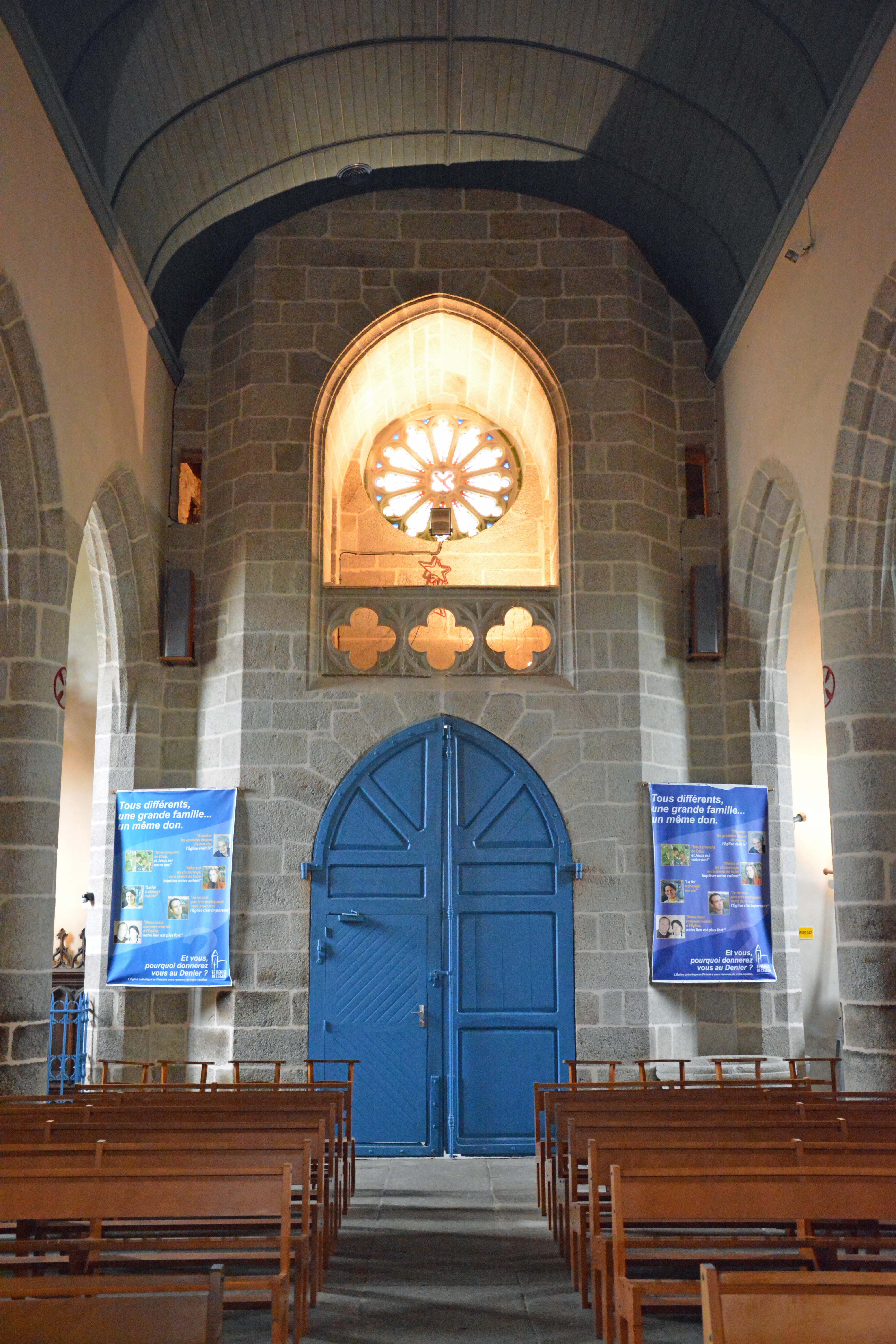
Porte ouest